# Бандар-Лампунг

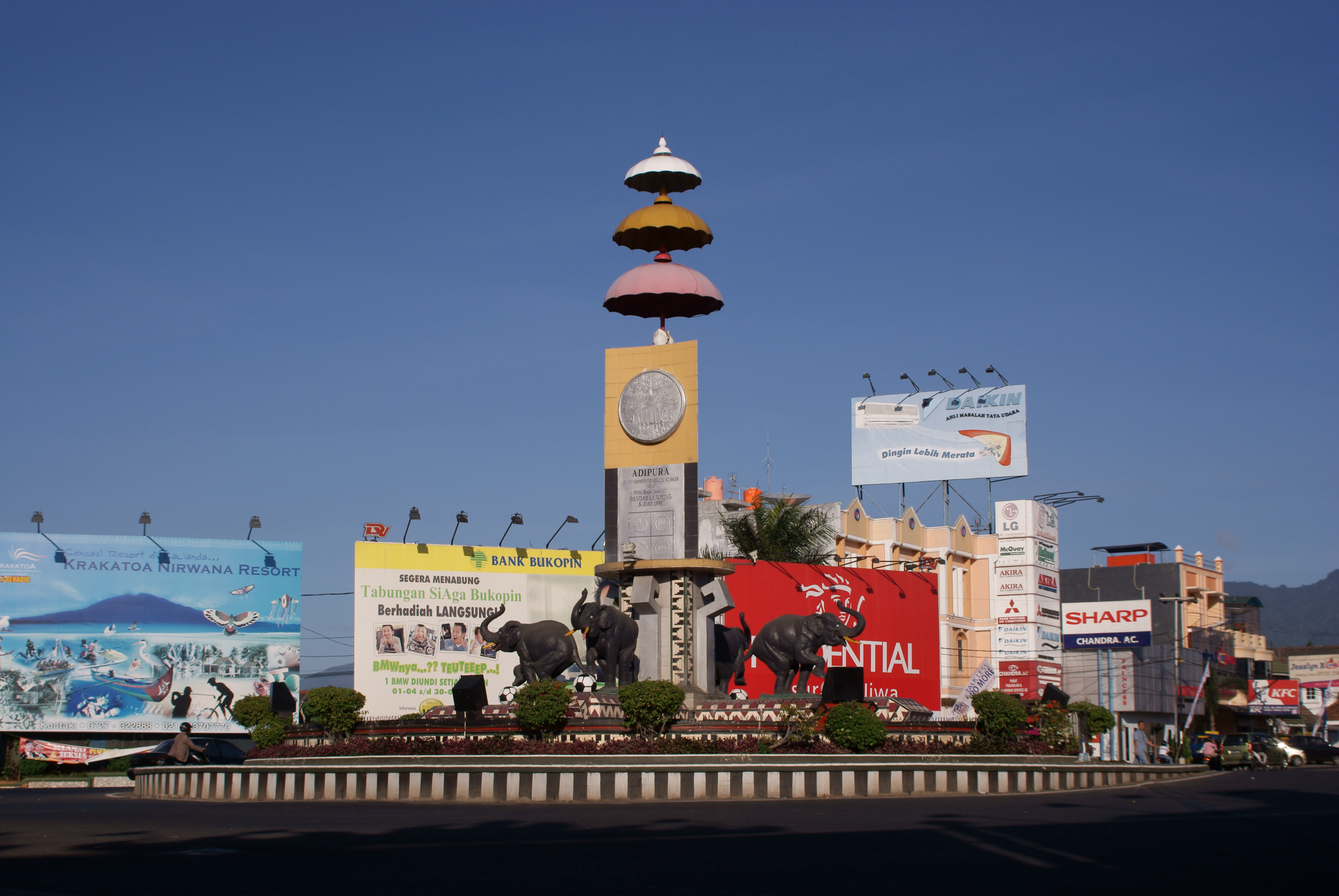
Памятник Адипура

Бандар-Лампунг (индон. Bandar Lampung) — город в индонезийской провинции Лампунг, на острове Суматра, административный центр провинции. В период голландского колониального господства носил название Остхавен (нид. Oosthaven). Впоследствии назывался Танджункаранг-Телукбетунг, по названиям двух образовавших город частей, Танджункаранг и Телукбетунг. Переименован в 1983 году.
Город расположен на крайней юго-восточной оконечности Суматры, на берегу залива Лампунг. Ранее он являлся основным портом, связывающим Суматру с лежащей восточнее Явой, однако затем был сооружён более крупный порт в Бакаухени, в южной части Лампунга.
В городе имеется аэропорт, обслуживающий внутренние рейсы, в том числе в Джакарту.
Бандар-Лампунг популярен среди туристов, так как из города отправляются экскурсии на Кракатау. В городе имеется также центр подготовки слонов (Way Kambas Elephant Training Centre).

## Города-побратимы
- Пеканбару, Индонезия
- Ипох, Малайзия
- Сплит, Хорватия